# Edgar Kennedy
Edgar Kennedy (ur. 26 kwietnia 1890, zm. 9 listopada 1948) – amerykański aktor filmowy.

## Filmografia
- 1911: Brown of Harvard jako Claxton Madden
- 1914: Charlie piekarczykiem jako piekarz
- 1914: Charlie jako markiz
- 1914: Charlie i Mabel na spacerze
- 1914: Charlie i parówki
- 1914: Charlie kelnerem jako właściciel kawiarni
- 1926: Oh What a Nurse! jako Eric Johnson
- 1938: Hey! Hey! USA jako Bugs Leary
- 1948: Nieszczerze oddana jako Detektyw Sweeney
- 1963: Dźwięk śmiechu jako Mężczyzna w hotelowej fontannie

## Wyróżnienia
Posiada swoją gwiazdę na Hollywoodzkiej Alei Gwiazd.